# 清澄 (江東区)
清澄（きよすみ）は、東京都江東区の地名で、旧深川区に当たる深川地域内である。現行行政地名は清澄一丁目から清澄三丁目。住居表示実施済区域。

## 概要
深川地域西部に位置する。清澄のシンボルともいえる清澄庭園をはじめ、深川図書館が所在し周辺住民が集う憩いの場所として賑わいを見せている。長らく深川を冠していたことから「深川清澄」の名で親しまれている。これは、現在でも旧深川区内に根強く残る習慣である。
隣接する白河と共に清澄・白河エリアは、深川北部の森下・高橋と南部の門前仲町・富岡に挟まれた立地条件から、深川地域行政の集約地として機能していた。その後、深川区などの合併により江東区が発足すると同時に、区役所も地理的中心地の東陽に設置された。区役所所在時の賑わいは失ったものの、現在も複数の行政施設を保有し、その面影を残している。
2000年12月の大江戸線開通や2003年3月の半蔵門線延伸により、交通利便性が急速に向上したエリア。高層マンションの建設など再開発が盛んである。また近年になってブルーボトルコーヒーの日本第一号店が出店されたことなどにより「コーヒーの聖地」として急激にクローズアップもされ、週末等には若い世代の観光客が急増した。

### 河川
- 隅田川
  - 清洲橋
- 小名木川
  - 高橋
  - 萬年橋
- 仙台堀川
  - 清澄橋
  - 清川橋
  - 海辺橋

### 地価
住宅地の地価は、2025年（令和7年）1月1日の公示地価によれば、清澄2-13-12の地点で74万9000円/m2となっている。

## 歴史
徳川家康の江戸入府の頃は干潟だった。江戸時代に入り1629年（寛永6年）頃、この一帯の干潟を開拓した猟師町開拓八人の一人に弥兵衛という者がおり、その名を由来として弥兵衛町と呼ばれていた。無年貢地で御菜御用などを務めたが、寛文10年に年貢地となり、1695年（元禄8年）の検地の際に清住町と命名された。この清住は弥兵衛の姓だと考えられている。清住町に伊勢崎町・西大工町・裏大工町・仲大工町が合併した1932年（昭和7年）に深川清澄町に改称され、現在に至る。

## 世帯数と人口
2023年（令和5年）1月1日現在（東京都発表）の世帯数と人口は以下の通りである。
| 丁目       | 世帯数    | 人口    |
| ---------- | --------- | ------- |
| 清澄一丁目 | 888世帯   | 1,655人 |
| 清澄二丁目 | 699世帯   | 1,254人 |
| 清澄三丁目 | 679世帯   | 1,107人 |
| 計         | 2,266世帯 | 4,016人 |

### 人口の変遷
国勢調査による人口の推移。
| 年                 | 人口  |
| ------------------ | ----- |
| 1995年（平成7年）  | 2,624 |
| 2000年（平成12年） | 2,501 |
| 2005年（平成17年） | 2,861 |
| 2010年（平成22年） | 3,018 |
| 2015年（平成27年） | 3,362 |
| 2020年（令和2年）  | 3,921 |

### 世帯数の変遷
国勢調査による世帯数の推移。
| 年                 | 世帯数 |
| ------------------ | ------ |
| 1995年（平成7年）  | 1,043  |
| 2000年（平成12年） | 1,089  |
| 2005年（平成17年） | 1,272  |
| 2010年（平成22年） | 1,421  |
| 2015年（平成27年） | 1,756  |
| 2020年（令和2年）  | 2,057  |

## 学区
区立小・中学校に通う場合、学区は以下の通りとなる（2023年4月時点）。
| 丁目       | 番地   | 小学校             | 中学校                 |
| ---------- | ------ | ------------------ | ---------------------- |
| 清澄一丁目 | 3番1号 | 江東区立深川小学校 | 江東区立深川第一中学校 |
| 清澄一丁目 | その他 | 江東区立明治小学校 | 江東区立深川第六中学校 |
| 清澄二丁目 | 全域   | 江東区立明治小学校 | 江東区立深川第六中学校 |
| 清澄三丁目 | 全域   | 江東区立明治小学校 | 江東区立深川第六中学校 |

## 事業所
2021年（令和3年）現在の経済センサス調査による事業所数と従業員数は以下の通りである。
| 丁目       | 事業所数  | 従業員数 |
| ---------- | --------- | -------- |
| 清澄一丁目 | 52事業所  | 1,186人  |
| 清澄二丁目 | 73事業所  | 648人    |
| 清澄三丁目 | 99事業所  | 1,160人  |
| 計         | 224事業所 | 2,994人  |

### 事業者数の変遷
経済センサスによる事業所数の推移。
| 年                 | 事業者数 |
| ------------------ | -------- |
| 2016年（平成28年） | 209      |
| 2021年（令和3年）  | 224      |

### 従業員数の変遷
経済センサスによる従業員数の推移。
| 年                 | 従業員数 |
| ------------------ | -------- |
| 2016年（平成28年） | 2,042    |
| 2021年（令和3年）  | 2,994    |

## 施設
行政
- 江東区立深川図書館

公園
- 清澄公園

教育
- 私立中村中学校・高等学校

## 観光
名所
- 清澄庭園

史跡
- 深川セメント製造所跡（日本のセメント工業発祥地）
- 平賀源内電気（エレキテル）実験地の碑

## 交通
鉄道
- 都営地下鉄大江戸線  清澄白河駅 - 出入口が設けられており、半蔵門線への連絡通路が設けられている。（所在地：白河）

バス
- 都営バス（秋26系統）
  - 清澄一丁目停留所
- 都営バス（秋26系統・門33系統）
  - 清澄白河駅前停留所（秋26系統：葛西駅前行）（門33系統：亀戸駅前行）
- 都営バス（急行06系統・門33系統）
  - 清澄庭園前停留所（急行06系統：森下駅前行）（門33系統：亀戸駅前行）
- 都営バス（門33系統）
  - 平野一丁目停留所（門33系統：亀戸駅前行）

道路
- 東京都道10号東京浦安線（清洲橋通り）
- 東京都道463号上野月島線（清澄通り）

## ギャラリー

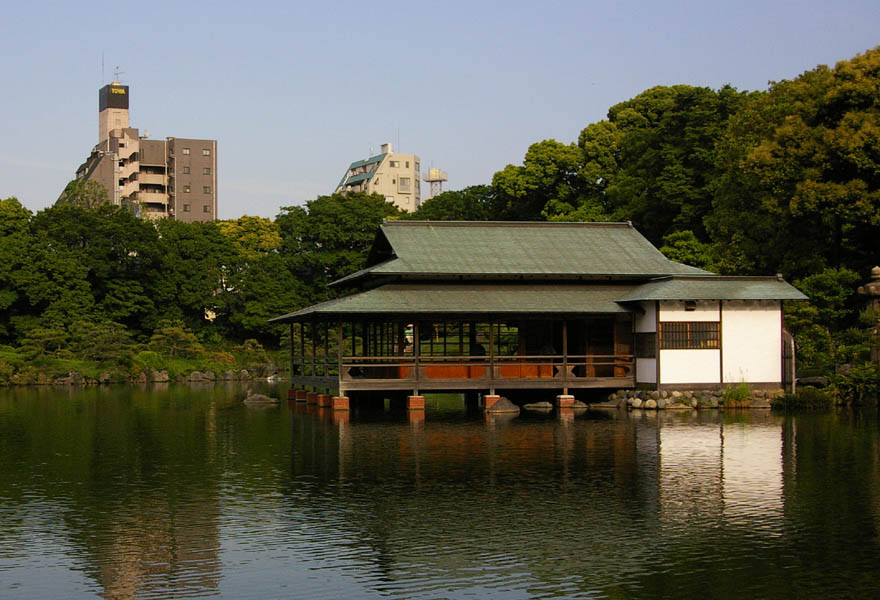
清澄庭園

## その他

### 日本郵便
- 郵便番号 : 135-0024[3]（集配局 : 深川郵便局[17]）。